# Uduak Archibong
Pour les articles homonymes, voir Archibong.
Uduak Emmanuel Archibong est une infirmière et enseignante nigériane, professeure de diversité et directrice du Centre pour l'inclusion et la diversité à l'Université de Bradford. Elle est membre du Royal College of Nursing (en) et membre du West African College of Nursing.

## Enfance et éducation
Archibong est née et a grandi dans le Nigeria rural,. Là, elle s'est formée en soins infirmiers et a obtenu les honneurs de première classe à l'Université du Nigeria à Nsukka. Elle a déménagé à Hull, en Angleterre, où elle a obtenu un doctorat en recherche sur les soins centrés sur la famille et la formation des infirmières au Nigeria,. Elle s'est reconvertie en infirmière dans le système britannique et a commencé à exercer dans les hôpitaux du National Health Service. Elle a travaillé à la Hull Royal Infirmary (en) et au Queensgate Care Home. Archibong a reconnu la sous-représentation des femmes et des hommes noirs et issus de minorités ethniques dans les soins de santé britanniques, et que les professionnels de la santé de couleur étaient souvent victimes de racisme de la part de leurs patients et collègues.

## Recherche et carrière
En 1995, Archibong a déménagé à l'Université de Bradford, où elle a travaillé comme maître de conférences en soins infirmiers. Elle a été promue maître de conférences puis chef des soins infirmiers en 1999. Elle a été nommée membre du West African College of Nursing en 2001 et professeur de diversité en 2004. Archibong est la conseillère stratégique de l'université pour l' égalité et la diversité,. Elle a démontré que les cliniciens noirs et issus de minorités ethniques du National Health Service étaient plus susceptibles d'être impliqués dans des mesures disciplinaires que leurs collègues blancs qui avaient des antécédents et un comportement similaires.
Elle a été nommée professeure de diversité et directrice du Center for Inclusion and Diversity à l'Université de Bradford, où elle a dirigé le réseau Genovate,.

### Prix et distinctions
Elle a été nommée Fellow du Royal College of Nursing (en) en 2012. En 2015, elle a été nommée membre de l'Ordre de l'Empire britannique pour ses services rendus à l'enseignement supérieur et à l'égalité. Elle a été nommée l'une des Northern Power Women en 2019 et l'une des femmes inspirantes de Bradford.